# 海軍集團
海軍集團（法語：Naval Group），是法國一家以海軍軍火工業和可再生能源為主的工業集團，總部位於巴黎。
其前身是海軍造船局集團（法語：Direction des Constructions Navales Services，簡稱DCNS），最早可追溯至1631年成立的布雷斯特海軍工廠，2017年更名為海軍集團。

## 設計建造艦船
- 航空母艦
  - 戴高樂號航空母艦
- 兩棲突擊艦
  - 西北風級兩棲突擊艦
- 巡防艦
  - 拉法葉級巡防艦
  - 欧洲多用途巡防舰
  - 追風級護衛艦
    - 馬哈拉惹里拉級巡防艦
- 驅逐艦
  - 地平線級驅逐艦
- 常規動力潛艦
  - 鮋魚級潛艇
    - S-80級潛艦（英语：S-80 Plus-class submarine）
- 核子動力潛艇
  - 蘇弗朗級潛艦
  - 凱旋級核潛艇
  - 红宝石级攻击核潜艇
  - 可畏級核潛艦（英语：Redoutable-class submarine (1967)）

## 延伸閲讀
- On the corruption scandal involving Taiwan: Jean-Pierre, Thierry. . Robert Laffont. 2003. ISBN 978-2-221-10082-0 （法语）.

## 外部連結
- 官方网站